# Phaenocarpa bicolor
Phaenocarpa bicolor är en stekelart som först beskrevs av Forster 1862.  Phaenocarpa bicolor ingår i släktet Phaenocarpa och familjen bracksteklar. Inga underarter finns listade i Catalogue of Life.